# Charlotte Pothuis

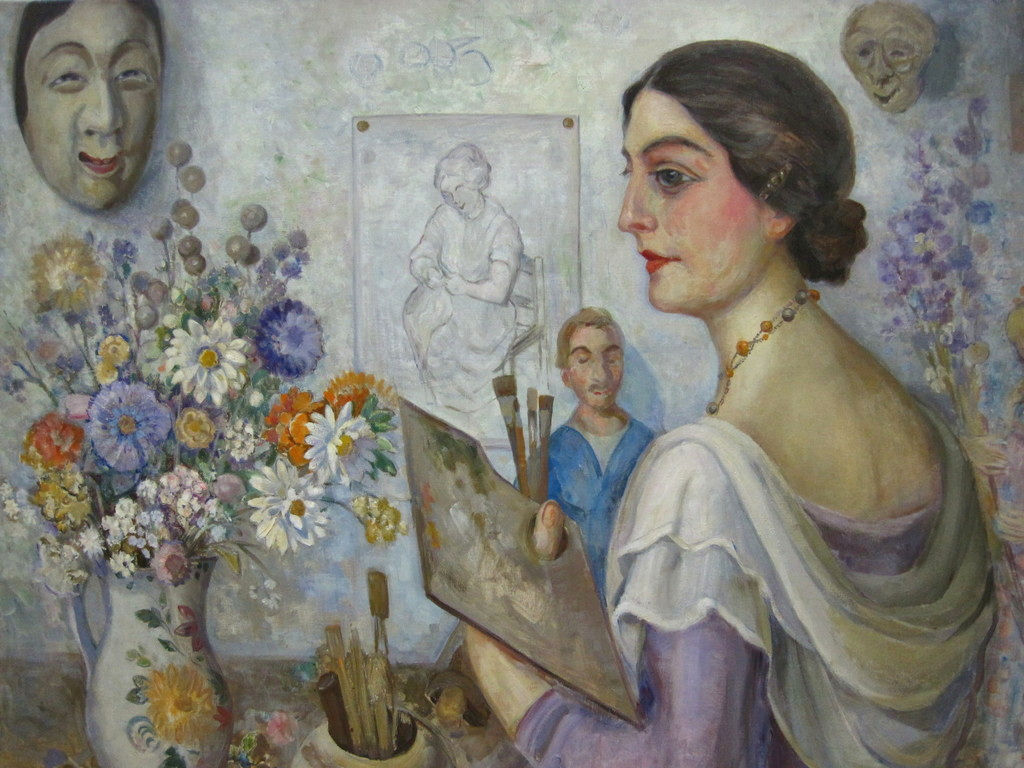
Selbstporträt, ca. 1900

Charlotte Boom-Pothuis (* 1. April 1867 in Spitalfields, London; † 24. Januar 1945 in Amsterdam) war eine niederländische Radiererin, Lithografin, Malerin und Zeichnerin.

## Leben
Charlotte Pothuis war die Tochter des jüdischen Verkäufers Joseph E. Pothuis (1828–1885) und von Esther Brandon (1835–1910), die 1868 heirateten. Sie wuchs mit ihrem Bruder Samuel auf, der später die Politikerin und Feministin Carry Pothuis-Smit heiratete. Sie besuchte die Dagteeken- en Kunstambachtsschool voor Meisjes (Mädchenschule für Zeichnen und Kunsthandwerk) in Amsterdam und erhielt Unterricht von Henriëtte Asscher, Wilhelmina Cornelia Kerlen, Bartol Wilhelm van Laar, Jan Zürcher und 1886 von Meijer de Haan. 1891 heiratete Charlotte Pothuis den Maler Karel Alexander August Jan „Alex“ Boom (1862–1943). Sie war von 1895 bis 1899 Mitglied der Theosophischen Gesellschaft, ihr Mann ab 1897 ebenfalls.

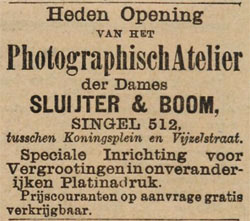
Zeitungsanzeige

1896 gründete Charlotte Pothuis mit Anna Sluijter in Amsterdam das eigene Fotoatelier „Dames Sluijter & Boom“. Es war wahrscheinlich das erste von Frauen geführte Fotostudio in Amsterdam. Die Eröffnung des Studios fand große Beachtung in der Amsterdamer Presse. Es bestand von Juni 1896 bis Mitte März 1897 am Singel 512 in Amsterdam. Danach wandte sie sich wieder der Malerei zu und stellte regelmäßig ihre Arbeiten aus. Charlotte Pothuis und ihr Mann hatten zwei Kinder, Robert und Louise (* 1904), die von ihrer Mutter unterrichtet wurde und ebenfalls Malerin wurde. Um 1911 wohnten sie in der Nassaukade 342, um 1921 in der 1e Helmersstraat 223.
Von 1903 bis 1939 stellte Charlotte Pothuis fast jedes Jahr aus. Aufgrund der Repressalien zu Beginn des Holocaust in den Niederlanden durfte sie als niederländische Jüdin ab 1941 nicht mehr Mitglied der Künstlervereinigungen sein, denen sie bis dahin angehört hatte. Mit dem Anschluss etwa von Arti et Amicitiae 1941 an die von den deutschen Besatzern während des Zweiten Weltkriegs eingerichtete Kontroll- und Zensurinstitution „Nederlandsche Kultuurkamer“ wurden 14 jüdische Mitglieder aus dem Verein ausgeschlossen, darunter auch Charlotte Boom-Pothuis.
Charlotte Pothuis starb 1945 in Amsterdam.

## Werk
Pothuis war ab 1903 Mitglied der Künstlervereinigung Arti et Amicitiae und ab 1905 der Kunstenaarsvereniging Sint Lucas in Amsterdam. Sie war Mitgründerin des Kunstkreises „Appeles“. Sie war auch Mitglied der Vereeniging voor Vrouwenkiesrecht. Es ist nicht bekannt, inwieweit sie eine aktive Rolle in der Frauenbewegung spielte, sie nahm jedoch an der Ausstellung De Vrouw 1813–1913 teil.
Zu ihren Motiven gehörten Dorf- und Stadtansichten, Landschaften, Interieurs, Porträts, Blumen und Stillleben. Sie malte in Ölfarbe und Pastell, fertigte Lithographien und Grafiken in Ätztechnik.
Arbeiten von Boom-Pothuis (darunter zwei Porträts des Schriftstellers Israël Querido) befinden sich im Amsterdam Museum.

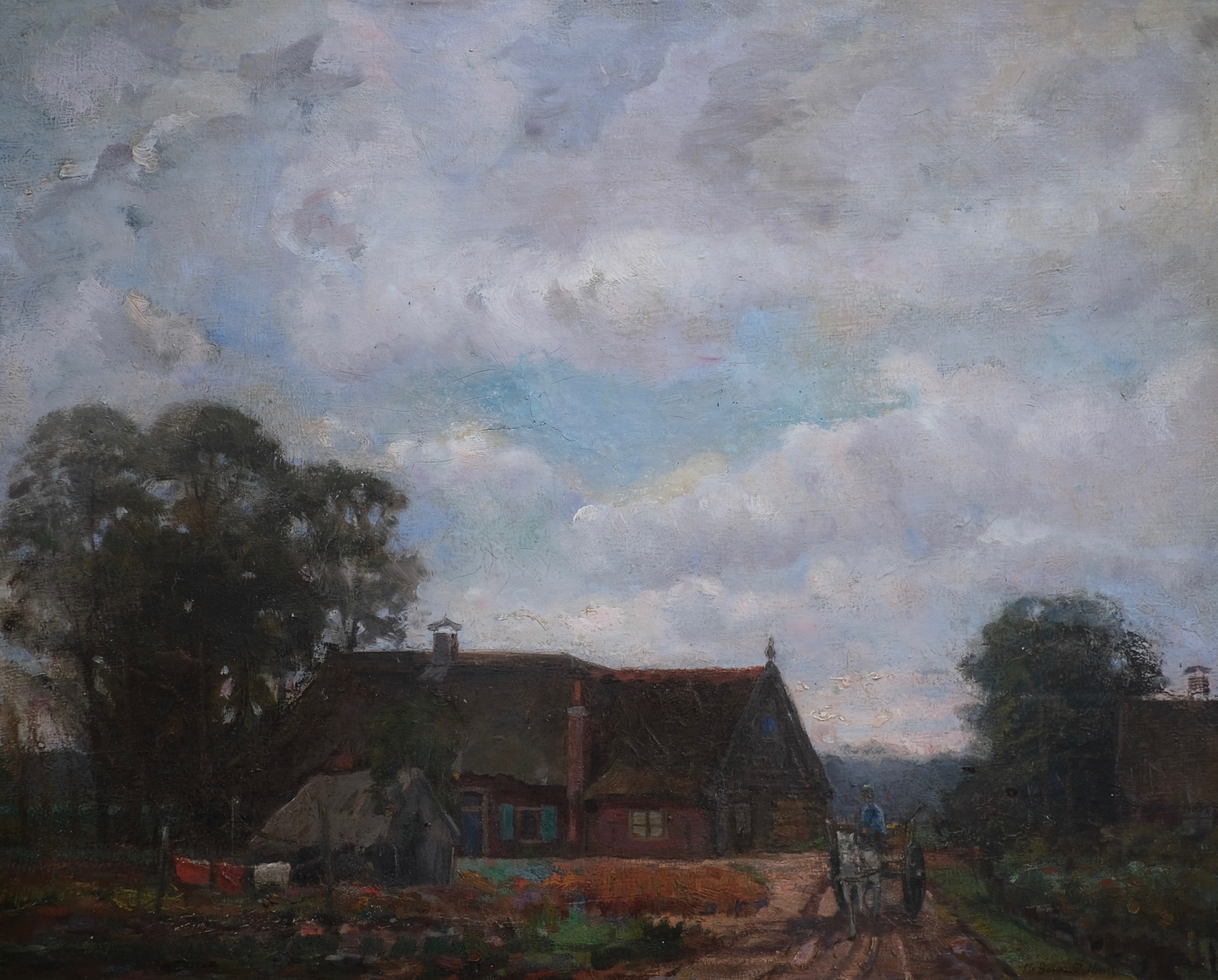
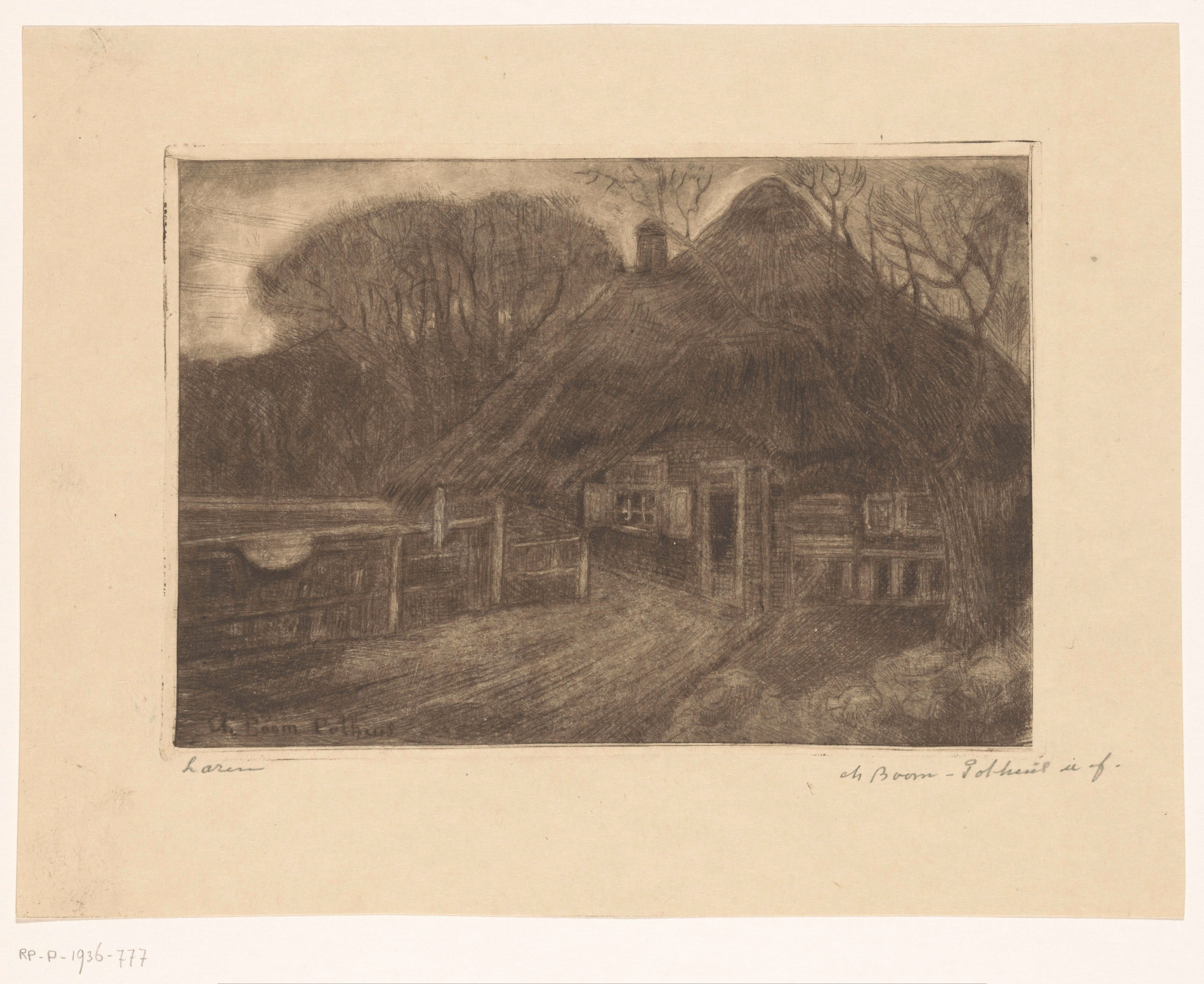
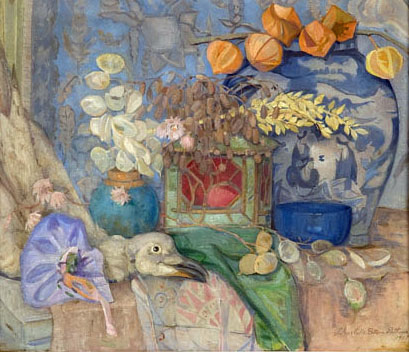
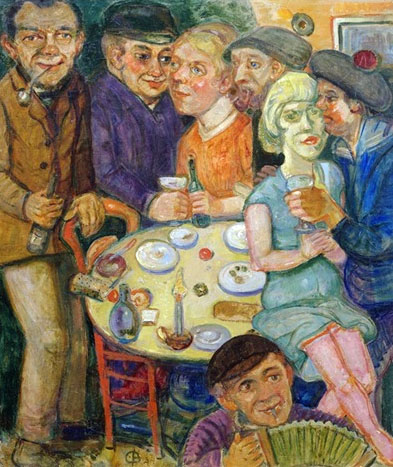

## Ausstellungen (Auswahl)
Von 1903 an nahm sie an den jährlichen Ausstellungen der Mitglieder von Sint Lucas teil.
- 1903: Tentoonstelling van kunstwerken van levende meesters, Stedelijk Museum Amsterdam
- 1903 bis 1907: Sint Lucas
- 1907: Stedelijke Tentoonstelling van kunstwerken van levende meesters, Stedelijk Museum Amsterdam
- 1908 bis 1911, 1914 und 1915, 1919 bis 1923: Sint Lucas
- 1923: Regeeringsjubileum 1898 - 1923: tentoonstelling van Nederlandsche beeldende kunstenaars, Stedelijk Museum Amsterdam
- 1924, 1925: Sint Lucas
- 1925: Ausstellung von Skizzen, Studien, Zeichnungen, Aquarellen, Pastellen, grafischen Kunstwerken und Skulpturen, zu der anlässlich des 650-jährigen Jubiläums von Amsterdam als Stadt eine Sonderabteilung „Das Amsterdamer Stadtbild“ eingerichtet wurde, Stedelijk Museum Amsterdam
- 1927: Sint Lucas
- 1928: De Zes, Stedelijk Museum Amsterdam
- 1928: Ausstellung mit ihrem Mann in der Amsterdamer „Galerie Intima“ in der Leidsestraat[4]
- 1928, 1929: Sint Lucas
- 1929: Erich Wichman en tijdgenooten, Stedelijk Museum Amsterdam
- 1930 bis 1933: Sint Lucas
- 1933, 1935: Kunst S.O.S., Stedelijk Museum Amsterdam
- 1939: Onze kunst van heden, Rijksmuseum Amsterdam[2]